# Tanjung Kurung Ilir
Tanjung Kurung Ilir is een bestuurslaag in het regentschap Lahat van de provincie Zuid-Sumatra, Indonesië. Tanjung Kurung Ilir telt 748 inwoners (volkstelling 2010).